# Планински божур
Планински божур или Витошко лале (на латински: Trollius europaeus) е многогодишно тревисто растение от семейство лютикови (Ranunculaceae). Родовото название Trollius на латински означава овален. То е дадено на растението заради кълбовидните му кичести цветове.
Съществува мнение че названието „витошко лале“, което често се употребява за този вид, е неподходящо и неправилно.

## Разпространение и местообитание
Планинският божур расте по влажни поляни, торфища и край потоци, в алпийския и субалпийския пояс. Среща се в Европа (до 71° с. ш.), Кавказ, Сибир и Северна Америка.
В България е включен в списъка на застрашените растения. Среща се в Западна и Средна Стара планина, Витоша, Осоговска планина, Пирин, Рила, Западни Родопи.

## Описание
Неговите стройни, високи до един метър стъбла са неразклонени облистени по цялата си дължина. Най-долните листа са с дръжка, а горните са почти приседнали. Петурите са дланевидно разсечени на 3 – 7 клиновидно стеснени дяла, с дълбоко напилен ръб. Стъблата завършват с 1 – 2 златистожълти цвята, кичести като градинските божури.

## Размножаване
Цъфти от юни до август. Размножаването е със семена, плодоноси август – септември.

## Други
На витошкото лале са наречени улици в кварталите „Гърдова глава“ и „Резиденция Бояна“ (Карта) и в квартал „Симеоново“ (Карта) в София.